# Demokracja szlachecka
Demokracja szlachecka – system panujący w XV i XVI wieku w Królestwie Polskim, a następnie Rzeczypospolitej Obojga Narodów. W założeniu gwarantował masom szlacheckim prawo głosowania i decydowania o sprawach państwa, a także miał być przykładem tolerancji i formalnej równości praw w łonie samego stanu szlacheckiego.
Szlachta zbierała się na sejmikach ziemskich, wybierając przedstawicieli, którzy mieli reprezentować daną ziemię (powiat itp.) na sejmie walnym. Otrzymywali tzw. instrukcje sejmikowe, w których określano, jak powinni głosować w sprawach istotnych z punktu widzenia szlachty danej ziemi. Po zakończeniu sejmu walnego ponownie zbierały się sejmiki, a posłowie zdawali relacje z obrad (sejmiki relacyjne).
Za początek demokracji szlacheckiej najczęściej przyjmuje się – co do zasady – rok 1454, w którym sejmiki szlacheckie na mocy przywilejów nieszawskich uzyskały szerokie kompetencje w sprawach ogólnopaństwowych. W skład sejmu wchodził król oraz członkowie izby poselskiej i senatu. W izbie poselskiej zasiadało 170 posłów, czyli przedstawicieli szlachty wybranych na sejmikach ziemskich – przedsejmowych. Senat stanowili członkowie dawnej rady królewskiej, tj. dostojnicy duchowni i świeccy oraz najwyżsi urzędnicy królewscy, tj. Kanclerz Wielki, Kanclerz Nadworny, Marszałek Wielki, Marszałek Nadworny oraz Podskarbi Wielki. Członkiem senatu zostawało się z racji sprawowania wyższego urzędu, a nie na skutek wyboru. Króla uważano za jednoosobowy trzeci stan sejmujący, który zwoływał posiedzenia. Sejm walny zbierał się co dwa lata na okres 6 tygodni.
Do Konstytucji 3 maja został załączony aneks „Prawo o sejmikach”, który wykluczał z życia obywatelskiego szlachtę bez własnej ziemi tzw. gołotę – nieposesjonatów.
Termin „demokracja szlachecka” powstał w połowie XIX wieku.
Główne cechy demokracji szlacheckiej to:
- wolna elekcja
- sejmy i sejmiki szlacheckie
- senat
- przywileje szlacheckie.

Występował podział władzy:
- władza wykonawcza: monarcha
- władza ustawodawcza: sejm walny oraz sejmiki ziemskie
- władza sądownicza: sądy.